# Найроби (национальный парк)
Национальный парк Найроби — первый национальный парк Кении, открытый в 1946 году. Содержит около 80 видов млекопитающих и более чем 400 видов птиц. Является одним из наиболее успешных охранных территорий для носорогов. Парк начинается в 7 км от городского центра Найроби, столицы Кении, из него видна панорама города. От города животных отделяет лишь забор. Эта близость создаёт проблемы с местным населением, тревожащим миграционные тропы животных.

## История
Британские колонисты прибыли в область, где расположен парк в конце 19-го столетия. В это время у равнин Athi к востоку и к югу от того, где сегодня расположен Найроби, была разнообразная дикая природа. Кочевой народ Масаи жил и пас рогатый скот среди дикой природы. Народ Кикуйю обрабатывал засаженную деревьями горную местность выше сегодняшнего Найроби.
Защитник природы Мервин Коуи родился в Найроби. В 1932 году, возвращаясь в Кению после девятилетнего отсутствия, он был встревожен, увидев сокращение количества дичи на равнинах Athi. Расширение ферм и домашнего скота вытесняло охотничьи угодья. Позже он вспоминал это место как рай, который быстро исчез. В это время область, которая позже стала Национальным парком Найроби, была частью южного Охотничьего заказника. Официально охота была запрещена, но почти любая деятельность, включая выпас рогатого скота, свалки и даже бомбежки ВВС Великобритании была позволена. Мервин Коуи начал проводить кампанию за учреждение системы национальных парков в Кении. Благодаря его усилиям, правительство Кении сформировало комитет для рассмотрения этого вопроса.
Официально открытый в 1946 году, Национальный парк Найроби стал первым национальным парком Кении. Скотоводы Масаи были изгнаны со своих земель, когда парк был создан. Мервин Коуи стал директором Национального парка Найроби и занимал эту должность до 1966 года. В 1989 году Кенийский президент Даниэль Мои сжег двенадцать тонн слоновой кости на территории парка. Этот событие подняло имидж Кении в области защиты дикой природы.

## География
Парк занимает площадь 117,21 квадратных километров (28 963 акров) и является относительно небольшим, по сравнению с большинством национальных парков Африки. Высота парка над уровнем колеблется от 1533 метров (5030 футов) и 1760 метров (5774 футов). На территории парка преобладает сухой климат. Парк расположен в 7 километрах (4 мили) от центра Найроби. Вокруг северной части парка, восточной и западной границ сделано электрическое ограждение. Забор, который отделяет парк от города, является одним из выходов аэропорта. Южную границу парка образует река Мбагати. Эта граница не огорожена и является открытой, позволяя мигрировать крупным видам животных. Также на территории парка есть глубокие каменистые долины и ущелья.

## Флора
В парке преобладает открытая равнина с редкими кустами акации. На западной возвышенности парка произрастают сухие высокогорные леса, где встречаются маслина африканская, кротон, брахилена и калодендрум. Нижние склоны этого района используются как пастбища, где встречаются Themeda, кипарис, Digitaria, Cynodon и акация желтокорая. В южной части парка вдоль рек растут речные леса. В долинах преимущественно растут акации и Euphorbia candelabrum. Также на территории парка встречаются Apodytes dimidiata, Canthium schimperiana, Elaeodendron buchananii, фикус, Aspilia mossambicensis, сумах и Newtonia. Растения Euphorbia brevitorta, Drimia calcarata и Murdannia clarkeana, которые растут на скалистых склонах являются уникальными для этого района Найроби.

## Фауна
В национальном парке Найроби обитают: африканский буйвол, обезьяны, черный носорог, зебра Burchell, гепард, обыкновенный бубал, газель Гранта, газель Томсона, гну, бегемот, леопард, лев, канна, импала, жираф Масаи, страус, гриф и водяной козел.
Травоядные животные, используют охраняемые охотничье угодья Kitengela и миграционный коридор к югу от парка, чтобы достигнуть равнин Athi-Kapiti. Они рассеиваются по равнинам в сезон дождей и возвращаются в парк в сухой сезон. Концентрация диких животных в парке является самой большой в сухой сезон, когда области вне парка высохли. Небольшие дамбы, построенные вдоль реки Mbagathi, дают парку водные ресурсы, что привлекает травоядных животных, зависящих от воды, в течение сухого сезона. У парка обитает большое разнообразие видов птиц — до 400 постоянных и миграционных разновидностей. Дамбы создают искусственную среду обитания для птиц и животных, зависящих от воды.

## Охрана
Мервин Коуи наблюдал за развитием нескольких национальных парков Кении и развивал в них туризм, что помогло сделать туристическую индустрию в Кении одной из основных. Однако, это усиливало проблемы между местным населением и дикой природой. Местные жители получали очень мало выгоды от коммерческой охоты на диких животных. У фермеров, живущих рядом с парками, не было входа на территорию парков. Домашнему скоту угрожали львы, и некоторые землевладельцы были против национального парка. В 1948 году население Найроби было 188 976 человек, а к 1997 году население города выросло до 1.5 миллионов. Парк стал испытывать давление из-за роста численности населения города и его потребности в сельскохозяйственных угодьях. Люди живут прямо на границе парка, что создает конфликты между человеком и дикими животных. Большая численность населения Найроби также сильно загрязняет окружающую среду. Сточные и промышленные отходы из фабрик, расположенных вдоль северной границы парка, загрязняют поверхность парка и подземные системы грунтовых вод.
Соглашения с народом Масаи в 1904 и 1911 годах вынудили их оставить все свои северные пастбища на землях Laikipia около горы Кения. Некоторые из людей, которые потеряли землю, переселялись на равнины Kitengela. Сегодня равнины Kitengela разделены на группы ранчо и часть земли была продана фермерам народа Кикуйю. Люди, живущие здесь, страдают от присутствия хищников. Часть доходов парка используется в совместных проектах для людей, живущих на равнинах Kitengela, чтобы извлечь пользу от присутствия национального парка. Землевладельцы народа Масаи сформировали Ассоциацию Землевладельцев Kitengela, которая работает с кенийской Службой охраны диких животных, чтобы и защитить дикую природу и найти льготы для местных жителей.
Национальный парк и равнины Athi-Kapiti связаны между собой перемещениями больших популяций диких травоядных животных. Равнины к югу от парка — важные питательные области в течение сезона дождей. Прежде, чем появился Найроби, стада животных следовали за дождями и преодолевали равнины от горы Килиманджаро до горы Кения. Однако, поскольку город рос, парк стал самым северным пределом перемещения животных. Мигрирующие животные могут достигнуть своих южных пастбищ, путешествуя через часть равнин Athi, названных Kitengela. Эта земля очень важна для их маршрутов перемещения, но рост народонаселения и потребности в земле угрожает отрезать этот традиционный маршрут перемещения от парка. Миграционным разновидностям животных парка также угрожают возможность их расселения, ограждение, близость с Найроби и другими индустриальными городами. Все эти действия фрагментируют экосистемы и занимают их среду обитания.

## Туризм и образование
Национальный парк Найроби — главная достопримечательность для гостей столицы страны. Достопримечательности включают разнообразные виды птиц, гепарда, гиену, леопарда и льва. Другие достопримечательности — миграции гну и зебры в июле и августе, а также — памятник месту сожженной Слоновой кости, прогулка Сафари и приют животных.
Образовательный центр охраны дикой природы парка предлагает лекции и видео о дикой природе парка и экскурсии в приют животных. Эти экскурсии, прежде всего, предназначены для школьного обучения и местных сообществ. Служба охраны диких животных Кении предлагает прогулку-сафари, которая выдвигает на первый план разнообразие растений и животных, имеющееся в Кении, и его влияние на население страны.

## Галерея
|                 |                          |                      |                  |
| Бегущий жираф   | Черный носорог           | Леопард              | Африканский сип  |
|                 |                          |                      |                  |
| Пигалица-кузнец | Белолицая древесная утка | Мотыльковый астрильд | Карликовая щурка |